# Vincent Kok
Vincent Kok Tak-Chiu (chinesisch 谷德昭, Pinyin Gǔ Dézhāo, Jyutping Guk1 Dak1ciu1, kantonesisch Kok Tak-Chiu; * 15. August 1965 in Hongkong) ist ein chinesischer Filmregisseur, Drehbuchautor und Schauspieler.

## Leben
Vincent Kok wurde durch die Zusammenarbeit mit Stephen Chow bekannt. So führte er im Film Forbidden City Cop Regie und war hier auch am Drehbuch beteiligt.
Als Drehbuchautor fungierte Kok in Liebesgrüße aus Peking, CJ7 und Gof of Cookrey.
Cameo-Auftritte vollführte er bereits in den Filmen Shaolin Kickers, Spion wider Willen und in Under Control, im Letzteren führte er auch Regie. Bei den Golden Bauhinia Awards 2002 gewann Kok gemeinsam mit Pang Ho-Cheung den Preis für das beste Drehbuch und wurde für diese Kategorie im selben Jahr auch für die Hong Kong Film Awards nominiert.

## Filmografie (Auswahl)
- 1995: Total Risk (High Risk)
- 1999: Under Control (Gorgeous)
- 2000: Gen-Y Cops
- 2001: Shaolin Soccer
- 2001: Spion wider Willen (The Accidental Spy)
- 2008: Bad Boys Hongkong (Playboy Cops)
- 2008: CJ7 – Nicht von dieser Welt (CJ7)
- 2008: Connected
- 2014: Overheard 3
- 2016: House of Wolves